# Kleingebiet Barcs
Das Kleingebiet Barcs (ungarisch Barcsi kistérség) war bis Ende 2012 eine ungarische Verwaltungseinheit (LAU 1) innerhalb des Komitats Somogy in Südtransdanubien. Im Zuge der Verwaltungsreform Anfang 2013 gingen alle Ortschaften komplett in den Kreis Barcs (ungarisch Barcsi járás) über.
Ende 2012 lebten auf einer Fläche von 696,47 km² 23.817 Einwohner. Die Bevölkerungsdichte war mit 34 Einwohnern/km² nach der des Kleingebiets Csurgó die zweitniedrigste im Komitat.
Der Verwaltungssitz befand sich in der einzigen Stadt Barcs (11.173 Ew.)

## Ortschaften
Die folgenden 26 Ortschaften gehörten zum Kleingebiet Barcs:
| Babócsa    | Barcs        | Bélavár        | Bolhó     | Csokonyavisonta  |
| Darány     | Drávagárdony | Drávatamási    | Heresznye | Homokszentgyörgy |
| Istvándi   | Kálmáncsa    | Kastélyosdombó | Komlósd   | Lad              |
| Lakócsa    | Patosfa      | Péterhida      | Potony    | Rinyaújlak       |
| Rinyaújnép | Somogyaracs  | Szentborbás    | Szulok    | Tótújfalu        |
| Vízvár     |              |                |           |                  |